# Suberites simplex
Suberites simplex är en svampdjursart som beskrevs av Lawrence Morris Lambe 1893. Suberites simplex ingår i släktet Suberites och familjen Suberitidae. Inga underarter finns listade i Catalogue of Life.